# Nikítino (Krasnodar)
Nikítino (del ruso: Никитино) es un posiólok del raión de Mostovskói del krai de Krasnodar, en Rusia. Está situado en la orilla derecha del río Málaya Labá, constituyente del río Labá, de la cuenca del río Kubán, 49 km al suroeste de Mostovskói y 180 al sureste de Krasnodar, la capital del krai. Tenía 24 habitantes en 2010.
Pertenece al municipio Psebaiskoye.